# Чикинская
Чикинская — деревня в Пинежском районе Архангельской области России. Входит в состав Пинежского сельского поселения.

## География
Деревня расположена в восточной части области, у реки Пинега,  на расстоянии примерно в 56 километрах по прямой к северо-западу от районного центра села Карпогоры.

## Население
| 2002 | 2010 | 2012 |
| ---- | ---- | ---- |
| 19   | ↘9   | ↗10  |

Национальный состав
Согласно результатам переписи 2002 года, в национальной структуре населения русские составляли 93 % из 15 чел..

## Инфраструктура
Личное подсобное хозяйство с зоной сельскохозяйственного использования, индивидуальная застройка усадебного типа.

## Достопримечательности
Церковь Богоявления Господня в Чикинской

## Транспорт
Просёлочные дороги. 